# العلاقات التشيكية البيلاروسية
العلاقات التشيكية البيلاروسية هي العلاقات الثنائية التي تجمع بين التشيك وروسيا البيضاء.

## مقارنة بين البلدين
هذه مقارنة عامة ومرجعية للدولتين:
| وجه المقارنة                                              | التشيك                                                                            | روسيا البيضاء                    |
| --------------------------------------------------------- | --------------------------------------------------------------------------------- | -------------------------------- |
| المساحة (كم2)                                             | 78.87 ألف                                                                         | 207.60 ألف                       |
| عدد السكان (نسمة)                                         | 10.52 مليون                                                                       | 9.50 مليون                       |
| الكثافة السكانية (ن./كم²)                                 | 133.38                                                                            | 45.76                            |
| العاصمة                                                   | براغ                                                                              | مينسك                            |
| اللغة الرسمية                                             | اللغة التشيكية                                                                    | اللغة البيلاروسية، اللغة الروسية |
| العملة                                                    | كرونة تشيكية، كرونة تشيكوسلوفاكية                                                 | روبل بلاروسي                     |
| الناتج المحلي الإجمالي (بليون دولار)                      | 215.73 مليار                                                                      | 54.44 مليار                      |
| الناتج المحلي الإجمالي (تعادل القوة الشرائية) بليون دولار | 356.15 مليار                                                                      | 168.35 مليار                     |
| الناتج المحلي الإجمالي الاسمي للفرد دولار أمريكي          | 17.55 ألف                                                                         | 5.74 ألف                         |
| الناتج المحلي الإجمالي للفرد دولار أمريكي                 | 31.19 ألف                                                                         | 18.18 ألف                        |
| مؤشر التنمية البشرية                                      | 0.878                                                                             | 0.798                            |
| رمز المكالمات الدولي                                      | +420                                                                              | +375                             |
| رمز الإنترنت                                              | .cz                                                                               | .by، .бел                        |
| المنطقة الزمنية                                           | ت ع م+01:00، ت ع م+02:00، توقيت وسط أوروبا، توقيت وسط أوروبا الصيفي، أوروبا/براغ ‏ | ت ع م+03:00                      |

## مدن متوأمة
في ما يلي قائمة باتفاقيات التوأمة بين مدن تشيكية وبيلاروسية:
- ترتبط براخاتيتسه مع Rahachow [الإنجليزية]‏ باتفاقية توأمة.

## منظمات دولية مشتركة
يشترك البلدان في عضوية مجموعة من المنظمات الدولية، منها:
| علم المنظمة | اسم المنظمة                               | تاريخ انضمام التشيك | تاريخ انضمام روسيا البيضاء |
| ----------- | ----------------------------------------- | ------------------- | -------------------------- |
|             | الاتحاد البريدي العالمي                   | ?                   | ?                          |
|             | اتفاقية السماوات المفتوحة                 | ?                   | ?                          |
|             | منظمة حظر الأسلحة الكيميائية              | ?                   | ?                          |
|             | الأمم المتحدة                             | 19 يناير 1993       | 24 أكتوبر 1945             |
|             | وكالة ضمان الاستثمار متعدد الأطراف        | 1993                | 3 ديسمبر 1992              |
|             | منظمة الشرطة الجنائية الدولية             | ?                   | ?                          |
|             | مؤسسة التمويل الدولية                     | 1993                | 2 نوفمبر 1992              |
|             | الاتحاد الدولي للاتصالات                  | 1993                | 7 مايو 1947                |
|             | البنك الدولي للإنشاء والتعمير             | 1993                | 10 يوليو 1992              |
|             | مجموعة الموردين النوويين                  | ?                   | ?                          |
|             | منظمة الأمن والتعاون في أوروبا            | 1993                | 30 يناير 1992              |
|             | المركز الدولي لتسوية المنازعات الاستشارية | 22 أبريل 1993       | 9 أغسطس 1992               |
|             | يونسكو                                    | 22 فبراير 1993      | 12 مايو 1954               |

## وصلات خارجية
- موقع وزارة الخارجية التشيكية
- موقع وزارة الخارجية البيلاروسية